# 7851 Azumino
7851 Azumino è un asteroide della fascia principale. Scoperto nel 1996, presenta un'orbita caratterizzata da un semiasse maggiore pari a 2,2046762 UA e da un'eccentricità di 0,1628088, inclinata di 5,02243° rispetto all'eclittica.